# Zbraslavice
Zbraslavice jsou obec v okrese Kutná Hora ve Středočeském kraji. Leží mezi Kutnou Horou a Zručí nad Sázavou. Žije v ní přibližně 1 400 obyvatel. Nejvyšším bodem je kopec Poupil, který se vypíná do výšky 541 metrů. Zbraslavice leží na Českomoravské vrchovině.

## Historie
První písemná zmínka o obci pochází z roku 1257, tehdy ves vlastnil Rudolf ze Zbraslavic, purkrabí Hradu pražského. Název obce vznikl podle filologů v období kolonizace země jako ves lidí Zbraslavových. Není jisté, který ze dvou Zbraslavů, králových dvořanů, to byl: první zemřel roku 1207 a druhý před 1241. V lidové tradici šlo o potulného rytíře Zbraslava, který si zde založil srub.. Roku 1654 se Zbraslavice nazývají městečkem. Kromě většinové obce katolické zde žila početná židovská komunita s vlastní synagogou, německou školou a hřbitovem. První hřbitov – situovaný nad Kudláčkovým mlýnem – zanikl roku 1787, druhý byl založen u Hetlína nad Spáleným mlýnem.
Ve městě Zbraslavice (přísl. Chotěměřice též Pančava, Kateřínky, 1392 obyvatel) byly v roce 1932 evidovány tyto živnosti a obchody:
- Instituce a průmysl: poštovní úřad, telegrafní úřad, telefonní úřad, katol. kostel, synagoga, četnická stanice, autodílna, výroba cementového zboží, 2 cihelny, elektrotechnický závod, hospodářské družstvo, 2 lihovary, 2 mlýny, továrna odstředivek na mléko, výroba perníků, 3 pily, sklad piva, velkostatek,
- Služby (výběr): 3 lékaři, zvěrolékař, 2 autodopravy, cukrář, drogerie, 2 hodináři, 7 hostinců, 2 hotely, kapelník, knihař, knihkupec, lékárna, papírnictví, Spořitelna města Kutné Hory, Občanská záložna, Okresní hospodářská záložna, spořitelní a záložní spolek, stavební družstvo, stavitel, tesařský mistr, zednický mistr.

Ve vsi Hodkov (přísl. Krasoňovice, Lipina, 571 obyvatel, samostatná ves se později stala součástí Zbraslavic) byly v roce 1932 evidovány tyto živnosti a obchody: cihelna, družstvo pro rozvod elektrické energie v Hodkově, 5 hostinců, kovář, 2 krejčí, lihovar, 3 mlýny, 4 rolníci, 3 obchody se smíšeným zbožím, spořitelní a záložní spolek pro Hodkov, trafika, velkostatek.
Roku 1950 byla k obci Zbraslavice připojena obec Útěšenovice.

## Obyvatelstvo
| Rok            | 1869  | 1880  | 1890  | 1900  | 1910  | 1921  | 1930  | 1950  | 1961  | 1970  | 1980  | 1991  | 2001  | 2011  | 2021  |
| -------------- | ----- | ----- | ----- | ----- | ----- | ----- | ----- | ----- | ----- | ----- | ----- | ----- | ----- | ----- | ----- |
| Počet obyvatel | 3 478 | 3 223 | 3 049 | 2 894 | 2 762 | 2 796 | 2 591 | 1 892 | 1 876 | 1 815 | 1 619 | 1 497 | 1 398 | 1 377 | 1 379 |
| Počet domů     | 435   | 440   | 442   | 443   | 436   | 461   | 512   | 522   | 476   | 448   | 427   | 519   | 570   | 603   | 623   |

## Obecní správa

### Územněsprávní začlenění
Dějiny územněsprávního začleňování zahrnují období od roku 1850 do současnosti. V chronologickém přehledu je uvedena územně administrativní příslušnost obce v roce, kdy ke změně došlo:
- do 1849 země česká, kraj Čáslav, soudní okres Kutná Hora
- 1850 země česká, kraj Pardubice, politický i soudní okres Kutná Hora[13]
- 1855 země česká, kraj Čáslav, soudní okres Kutná Hora
- 1868 země česká, politický i soudní okres Kutná Hora
- 1939 země česká, Oberlandrat Kolín, politický i soudní okres Kutná Hora[14]
- 1942 země česká, Oberlandrat Praha, politický i soudní okres Kutná Hora[15]
- 1945 země česká, správní i soudní okres Kutná Hora[16]
- 1949 Pražský kraj, okres Kutná Hora[17]
- 1960 Středočeský kraj, okres Kutná Hora
- 2003 Středočeský kraj, obec s rozšířenou působností Kutná Hora

### Části obce
- Borová
- Hodkov
- Chotěměřice t. Pančava
- Kateřinky
- Krasoňovice
- Lipina
- Malá Skalice
- Ostrov
- Radvančice
- Rápošov
- Útěšenovice
- Velká Skalice
- Zbraslavice

## Doprava
Dopravní síť
- Pozemní komunikace – Obcí procházejí silnice II/126 Kutná Hora - Zbraslavice - Zruč nad Sázavou - Vlašim a silnice II/335 Sázava - Uhlířské Janovice - Zbraslavice - silnice č.339.
- Železnice – Obcí vede železniční trať 235 Kutná Hora - Zruč nad Sázavou. Jedná se o jednokolejnou regionální trať, zahájení dopravy bylo roku 1905. Na území obce leží železniční stanice Zbraslavice a železniční zastávky Hodkov a Hodkov zastávka.
- Letectví – Na území obce je veřejné vnitrostátní Letiště Zbraslavice, díky své výhodné poloze a zázemí vhodné pro závody, slety, soustředění.

Veřejná doprava 2011
- Autobusová doprava – V obcí měly stanici autobusové linky do Čáslavi, Kutné Hory, Ledče nad Sázavou, Uhlířských Janovic a Zruče nad Sázavou (dopravce Veolia Transport Východní Čechy).
- Železniční doprava – Tratí 235 jezdilo v pracovních dnech 11 párů osobních vlaků, o víkendu 7 párů osobních vlaků.

## Pamětihodnosti
- Zámek Zbraslavice – původně tvrz, přestavěná roku 1534 v renesančním slohu na zámek s arkádovou chodbou, přestavěn po požáru z roku 1809
- Kostel svatého Vavřince – významná románská stavba ze 12. století, byla přestavěna po roce 1300 (gotické jsou figurální konzoly a znaky pánů ze Zbraslavic) a v letech 1861 a 1888; věž pozdně gotická, zvýšená roki 1767; v okně závěru novodobá vitrail se svatým Vavřincem, podle návrhu Richarda Wiesnera
- Židovský hřbitov
- Budova Děkanství - raně barokní socha svatého Václava
- Kašna
- Socha Panny Marie Immaculaty na náměstí – rokoková z roku 1767
- Socha svatého Jana Nepomuckého – pravděpodobně 1723
- Škola

## Osobnosti
- František Ruth (1854-1926) – český spisovatel, filolog a pedagog

## Rekreační a sportovní středisko U Starého rybníka
Od roku 1936 patří ke Zbraslavicím i areál Rekreačního a sportovního střediska U Starého rybníka. Původně areál pro předchůdce odborů pošty, později mezinárodní pionýrský tábor Petra Bezruče či ozdravovna. Od roku 1996 působí jako stabilní provozovatel společnost Sicco. V posledních letech prošel celý areál kompletní rekonstrukcí a modernizací.

## Další fotografie

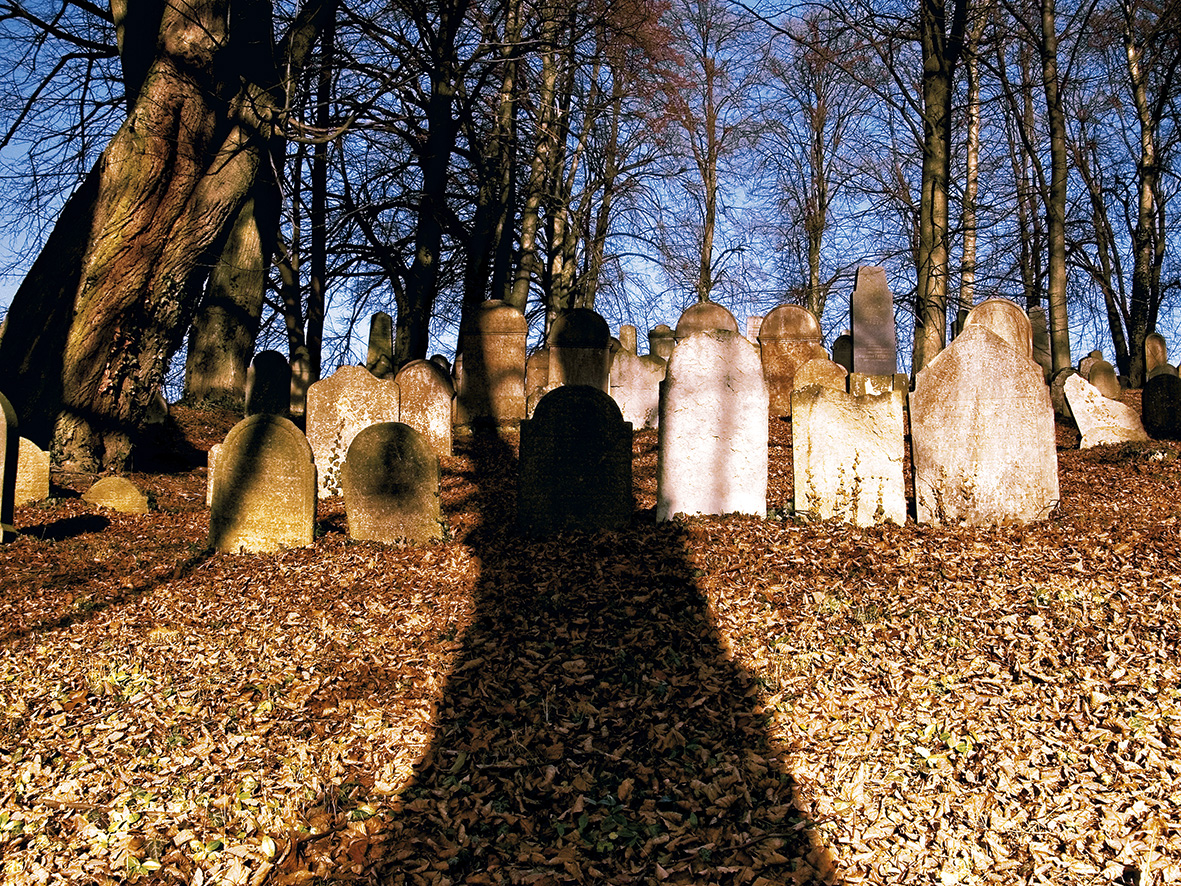
Židovský hřbitov
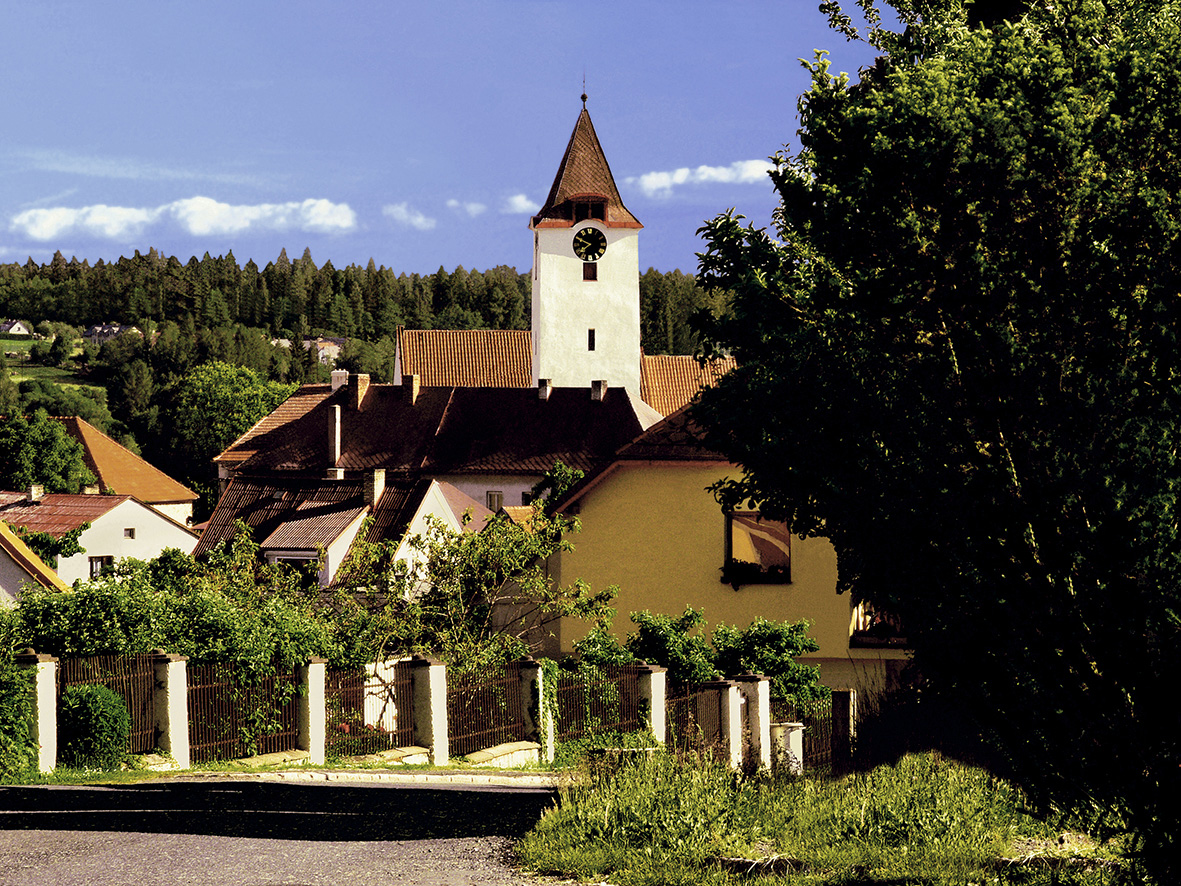
Zbraslavice od jihu
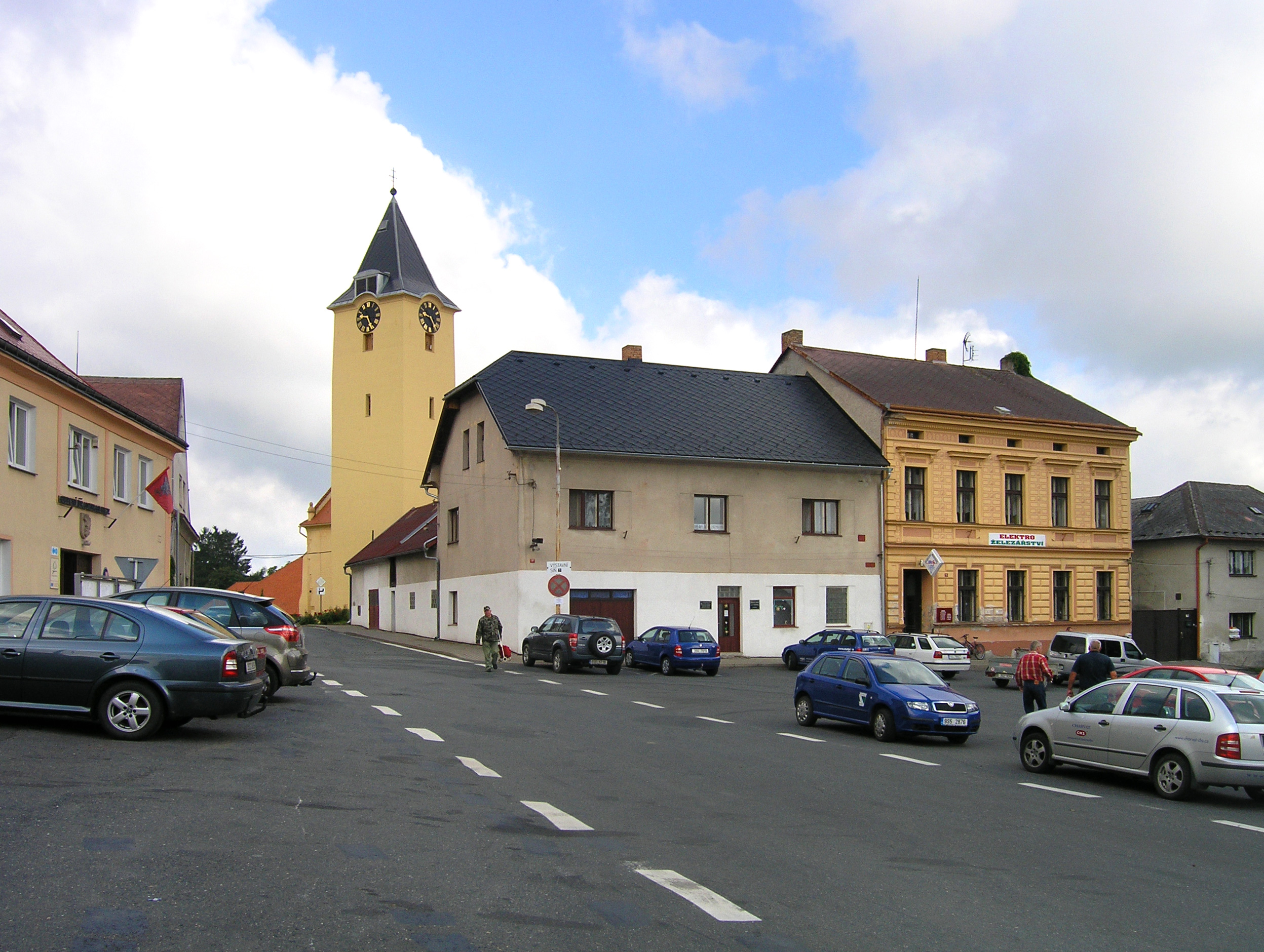
Náměstí
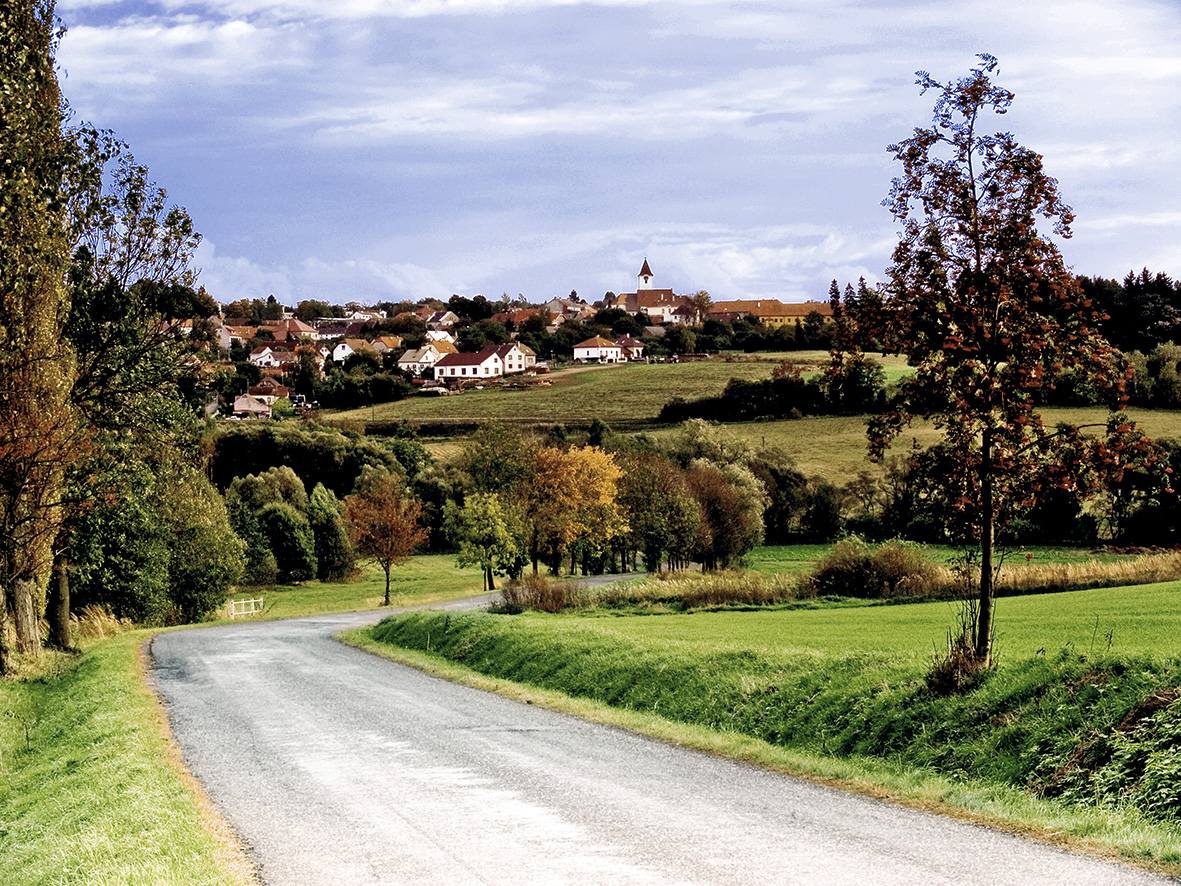
Pohled od severozápadu
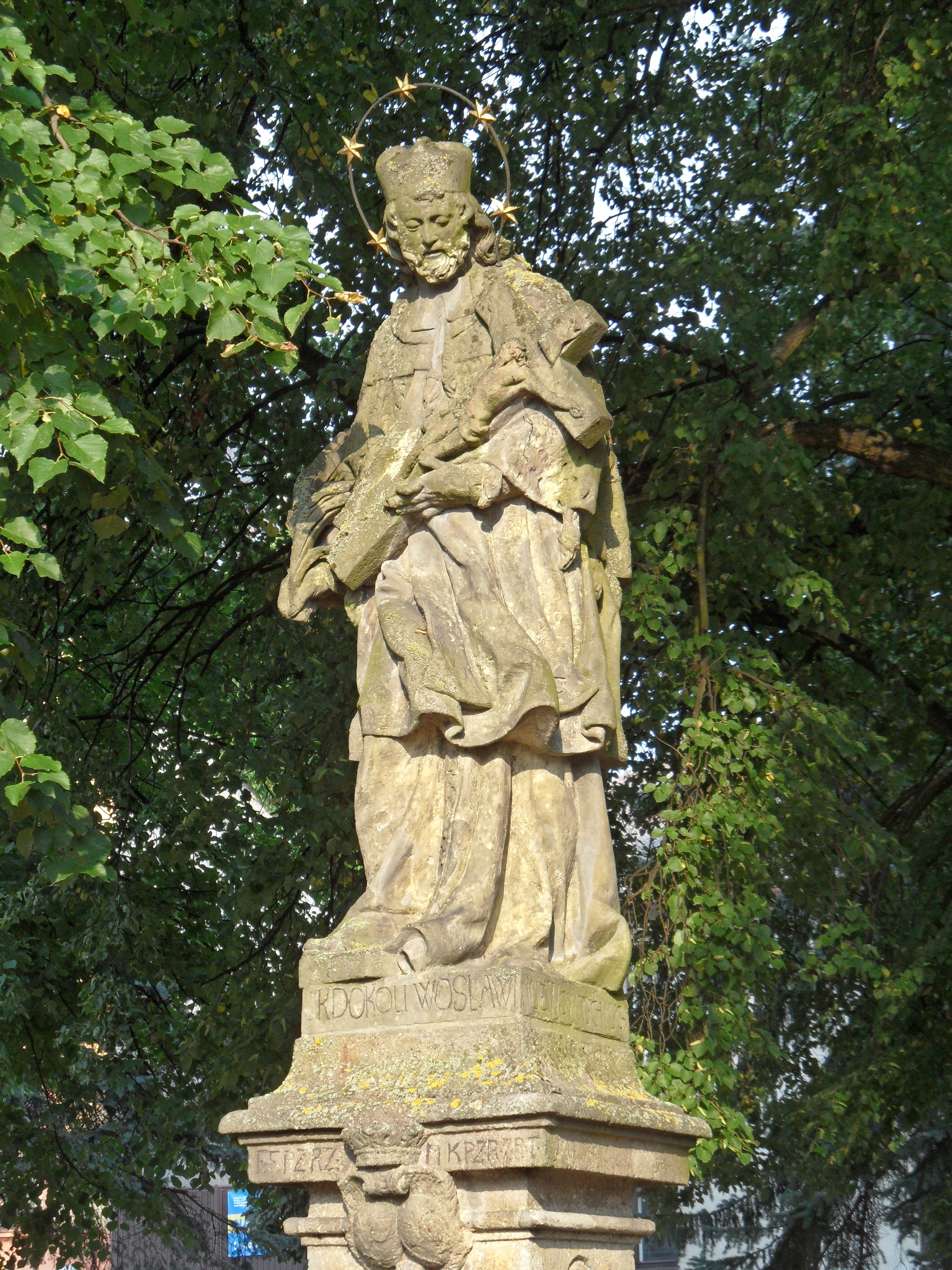
Socha svatého Jana Nepomuckého